# Real Sociedad de Tenis de la Magdalena
La Real Sociedad de Tenis de la Magdalena, comúnmente conocido como el Tenis de Santander, es un club deportivo y social de la ciudad de Santander en la comunidad autónoma de Cantabria, España. Es uno de los clubes sociales más antiguos de España, y fue fundado el 7 de abril de 1906 como lugar de recreo de la alta nobleza española, quienes frecuentaron la ciudad durante sus veranos debido a ser esta la localidad de veraneo de la familia real española. Varios años después de la exitosa fundación del Madrid Polo Club (hoy Real Club de la Puerta de Hierro), el rey Alfonso XIII incentivó la apertura de un equivalente veraniego de la entidad madrileña en el norte de España.
El club está situado junto a la península de la Magdalena, y cuenta con más de 8.000 socios, teniendo secciones deportivas de tenis, hockey sobre hierba, hockey sobre patines, natación, bolos y piragüismo.
En julio de 2019, Ángela Escallada asume la presidencia del club, convirtiéndose así en la primera mujer presidente de un club centenario en España.

## Historia

### Primera mitad del siglo XX
A principios de siglo, el rey Alfonso XIII y un grupo de nobles, encabezados por el x conde de Mansilla y el vii conde de Torre Velarde, decidieron unirse para crear un club deportivo al que bautizaron como Sociedad de Lawn-Tennis de Santander. Se instaló sobre las instalaciones del Velódromo de Santander, construido pocos años antes cerca del Balneario de la Magdalena y la península de la Magdalena. En la plaza rodeada por el circuito de carreras situaron dos pistas de cemento, complementadas por una caseta, donde pudieran cambiar de atuendo los jugadores. Con el paso del tiempo y el desarrollo urbanístico de Santander se ha convertido en un lugar privilegiado dentro de la ciudad.
Dos años más tarde el Consistorio santanderino decidió regalar al rey Alfonso XIII la estratégica península, a la vez que ponía en marcha la iniciativa popular para construir un palacio en que fijar la presencia de la familia real española todos los veranos. A partir de ese momento en el club se reunió la corte noble del rey y la alta sociedad santanderina, convirtiéndose así en un ente deportivo muy frecuentado por la Familia Real española. Así en 1909, Alfonso XIII asumió la Presidencia de Honor del club, lo que permitió a este añadir desde entonces a su nombre el codiciado adjetivo de Real.
Tras este nombramiento hubo un incremento en el número de socios, con la consiguiente multiplicación de la actividad deportiva y de las reuniones de carácter social y festivo. Entre los más célebres socios se encontraban (aparte de ciertos integrantes de la familia real española y las de Dos Sicilias, Parma y Orleans) el duque de Alba, los duques de Lécera, Ciudad Real, Montellano, Conquista, Santoña, Victoria, marqueses de Bayamo, Bedmar, Herrera, condes de Serrallo y Güell entre otros. Desde 1912 se organizó el Concurso Nacional de Tenis que, cuatro años más tarde alcanzaría la categoría de Internacional. La construcción de nuevas pistas de tierra y edificios mayores permitió al club compartir con el Palacio de La Magdalena la condición de sede de la corte de verano. También se incorporaron otras actividades como el bolo palma, cuyo primer campeonato se celebró en 1933. Pasados los duros años de la guerra civil española, en 1945 se creó el equipo de hockey.

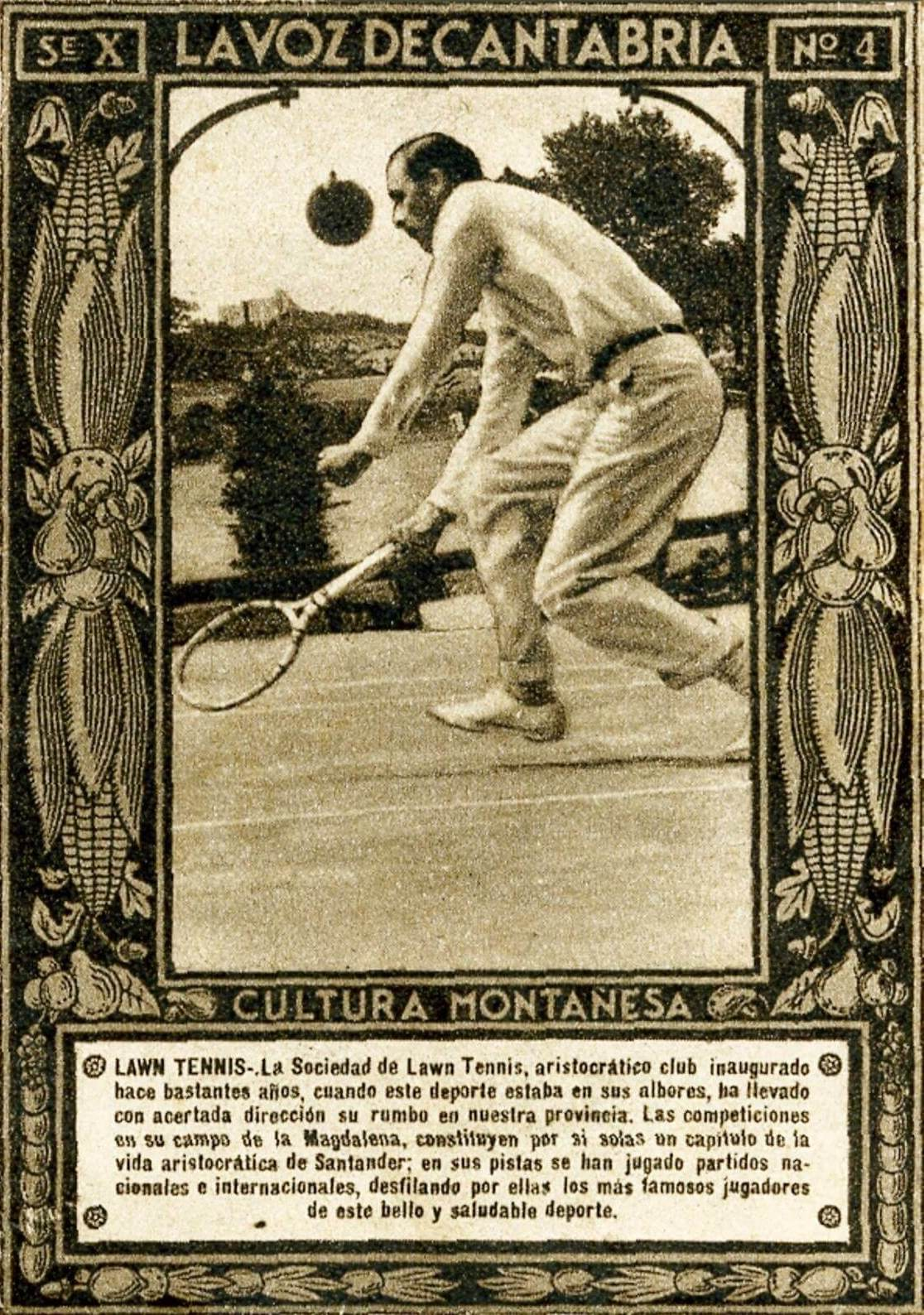
El xvii duque De Alba jugando al Tenis en el club en 1927

### Segunda mitad del siglo XX
Con motivo de la celebración de las bodas de oro, recibieron la visita del entonces Príncipe D. Juan Carlos. En esta fecha se organizó el Campeonato Nacional de Béisbol y un torneo de exhibición, de los considerados en aquella época los "Cuatro Grandes del Tenis" (Frank Sedgman, Pancho González, Tony Trabert y Rex Hartwig).
En 1962, la Junta Directiva acordó cambiarle el nombre a la entidad, asignándole la denominación con que ha llegado a nuestros días, "Real Sociedad de Tenis de La Magdalena". Años después se inauguró el Club Infantil "El Camello" (en referencia a la cercana playa con mismo nombre), con sede en las modernas instalaciones ubicadas sobre los acantilados, al otro lado del istmo fundacional, realizadas según proyecto del insigne arquitecto Ricardo Lorenzo.
Juan Carlos I, aceptó oficialmente la Presidencia de Honor del club en el año 1976. Tras esto se celebraron numerosos actos, entre los que cabe destacar el Campeonato de Europa de tenis por equipos de categoría junior, celebrado en 1982, la organización de la primera edición del prestigioso Torneo Internacional de tenis, llamado ahora ATP Futures, o la semifinal de la Fed Cup, jugada entre España y Alemania en 1995.

### Siglo XXI
Durante este tiempo se han organizado también otros eventos de relevancia como en 2000 la semifinal de la Copa Davis, disputada entre España y Estados Unidos en la que triunfó el combinado local por un contundente 5 a 0. El capitán del equipo norteamericano era John McEnroe, y este equipo formado por Álex Corretja, Albert Costa, Joan Balcells y Juan Carlos Ferrero conseguirían ante Australia, alzarse con el título. 
El club dispone de pistas de tenis, bolera, zona de náutica, gimnasio, piscina, sauna, servicio de masajes y vestuarios, salones de billar, de juegos de mesa, el llamado "Salón Inglés", la "Boite", salones, discoteca, terraza, cafetería, restaurante, salones privados, oficina general y conserjería. Por su parte, el club juvenil dispone de piscinas y pistas de tenis cubiertas, zona y sala de juegos, guardería y cafetería. En los espacios de esta sección se practica también hockey, baloncesto, fútbol sala, tenis de mesa y futbolín, además de realizarse cursos de salvamento, diferentes talleres y organizar fiestas. 
En 2006, el club celebró su centenario con algunos eventos importantes como el Campeonato de España de tenis en sus categorías masculina y femenina, la eliminatoria de Copa Davis entre España e Italia, el Torneo de Campeones de bolos o el Campeonato de España de hockey hierba. En julio de 2019, anunciaron que su próxima dirigente sería una mujer.

## Instalaciones

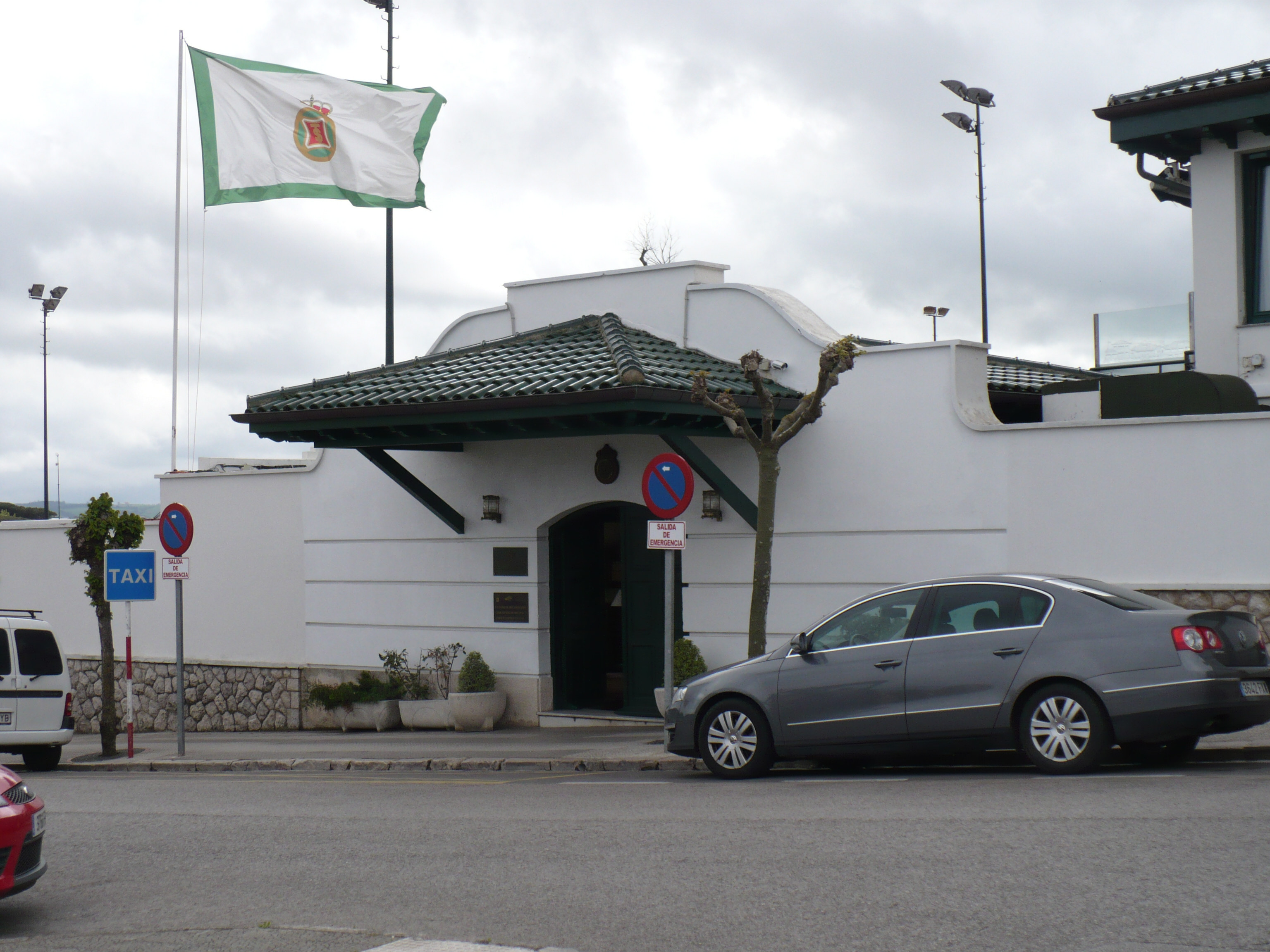
Entrada principal del club.

Sus instalaciones se componen de 5 pistas de tenis de tierra batida y 2 pistas de tierra batida sobre superficie sintética, una bolera, un gimnasio, una pista polideportiva, 3 piscinas, juegos infantiles, una sección náutica, un edificio social y un edificio juvenil.

## Secciones deportivas

### Hockey hierba masculino
En 1945 se creó el equipo masculino de hockey hierba. En 1968 el Tenis alcanza la final de Copa, perdiendo frente al Club Egara; en 1984 volvería a quedar subcampeón de Copa, en esta ocasión frente al At. Terrassa. La temporada 1969-70 debuta en División de Honor, categoría en la que compite actualmente.
- Historial:
  - Subcampeón de Copa (2): 1968 y 1984.
  - 34 temporadas en División de Honor: 1969-70 a 1972-73, 1975-76 a 1977-78, 1979-80 a 1994-95, 2002-03 a 2003-04, 2007-08 a 2009-10 , 2011-12 a 2012-13, 2015-2016 a 2019-2020.

### Hockey hierba femenino
El equipo femenino de hockey hierba se puso en marcha en el año 2005 y compite en la actualidad en División de Honor Femenina de Hockey Hierba.  
- Historial:
  - 8 temporadas en División de Honor: 2011-12, 2013-2014, 2014-2015 , 2015-2016, 2018-2019, 2020-2021, 2022-2023 y 2023-2024.
  - 9 temporadas en Primera División: 2006-07 a 2010-11, , 2012-13, 2017-18, 2019-20 y 2021-22.
  - 3 campeonatos de Primera División: 2010-11 , 2012-2013, 2016-17, 2017-2018.
  - 1 campeonato de Segunda División: 2005-06.

### Hockey sobre patines
El equipo de hockey sobre patines de la Real Sociedad de Tenis disputa la Liga Norte de Primera B, junto a equipos de Castilla y León, Navarra y el País Vasco. La temporada 2002-03 jugó en Primera División, finalizando 16.º y colista. Desde entonces milita en Primera B.

## Reconocimientos

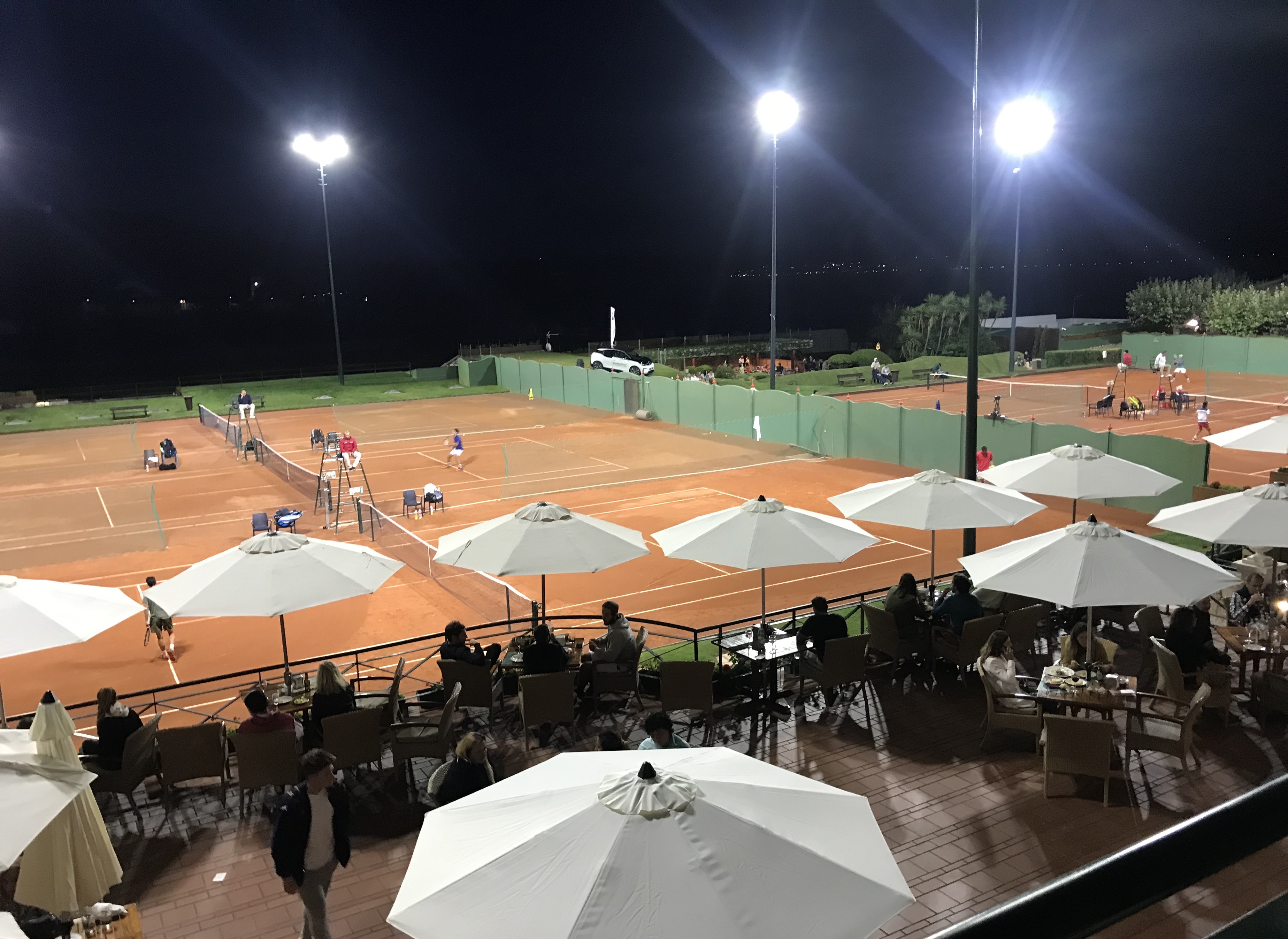
Transcurso de un campeonato nacional de tenis en el club

Algunos de los reconocimientos más importantes han sido:
- La Placa Olímpica del Comité Olímpico Español
- Real Orden del Mérito Deportivo otorgada por el Consejo Superior de Deportes
- Primer Club Grande del Tenis Español
- Placa de Oro al Mérito del Gobierno Cántabro
- Insignia de Oro de la Real Federación Española de Tenis
- Insignia de Oro de la Real Federación Española de Hockey
- Insignia de Oro de la Real Federación Española de Patinaje
- Medalla de Oro del Tenis Español
- Mejor Club de tenis español
- Gallo del año 2006
- Premio a la promoción Deportiva de la Asociación de la Prensa Deportiva

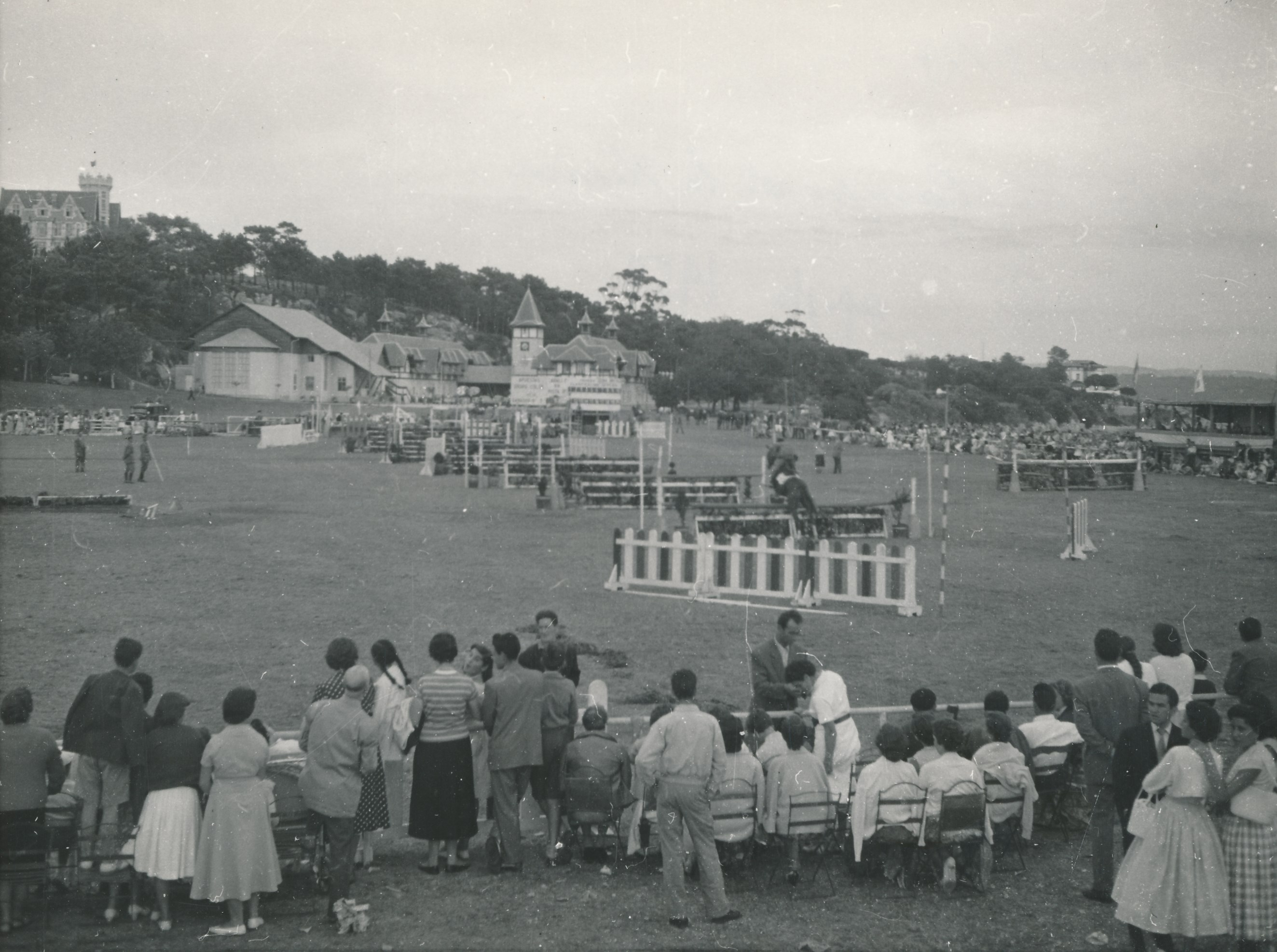
Campo de polo del club durante concursos hípicos en 1959. Hoy pertenece al Ayuntamiento de Santander

## Presidentes
- 1906 – 1910 x conde de Mansilla
- 1910 – 1942 Gabriel María de Pombo e Ybarra
- 1942 – 1945 Ángel Jado y Canales
- 1945 – 1948 Miguel Quijano y de la Colina
- 1948 – 1957 Ernesto Alday y Redonet
- 1957 – 1960 Ruperto Arrarte e Isasi
- 1960 Francisco de Nárdiz y Pombo
- 1960 – 1966 Pedro Quijano y González-Camino
- 1966 – 1972 Antonio Zúñiga y González de Chama
- 1974 – 1978 Luis Ortueta y Egido
- 1978 – 1986 José Felipe Arrarte y de la Revilla
- 1986 – 1990 José Ignacio de la Torriente y Oria
- 1990 – 1994 Mariano Moro y Ribalaygua
- 1994 – 2000 Jesús Pellón y Fernández-Fontecha
- 2000 Alfonso Yllera y Palazuelos
- 2000 – 2007 Fernando Bolívar y Fernández
- 2007 – 2011 Carlos Rey y Hoppe
- 2011 – 2015 Enrique Zalduondo y Fernández-Baladrón
- 2015 – 2019 Fernando Cortines y González de Riancho
- 2019 – Ángela Escallada y de Haya

## Presidentes de honor

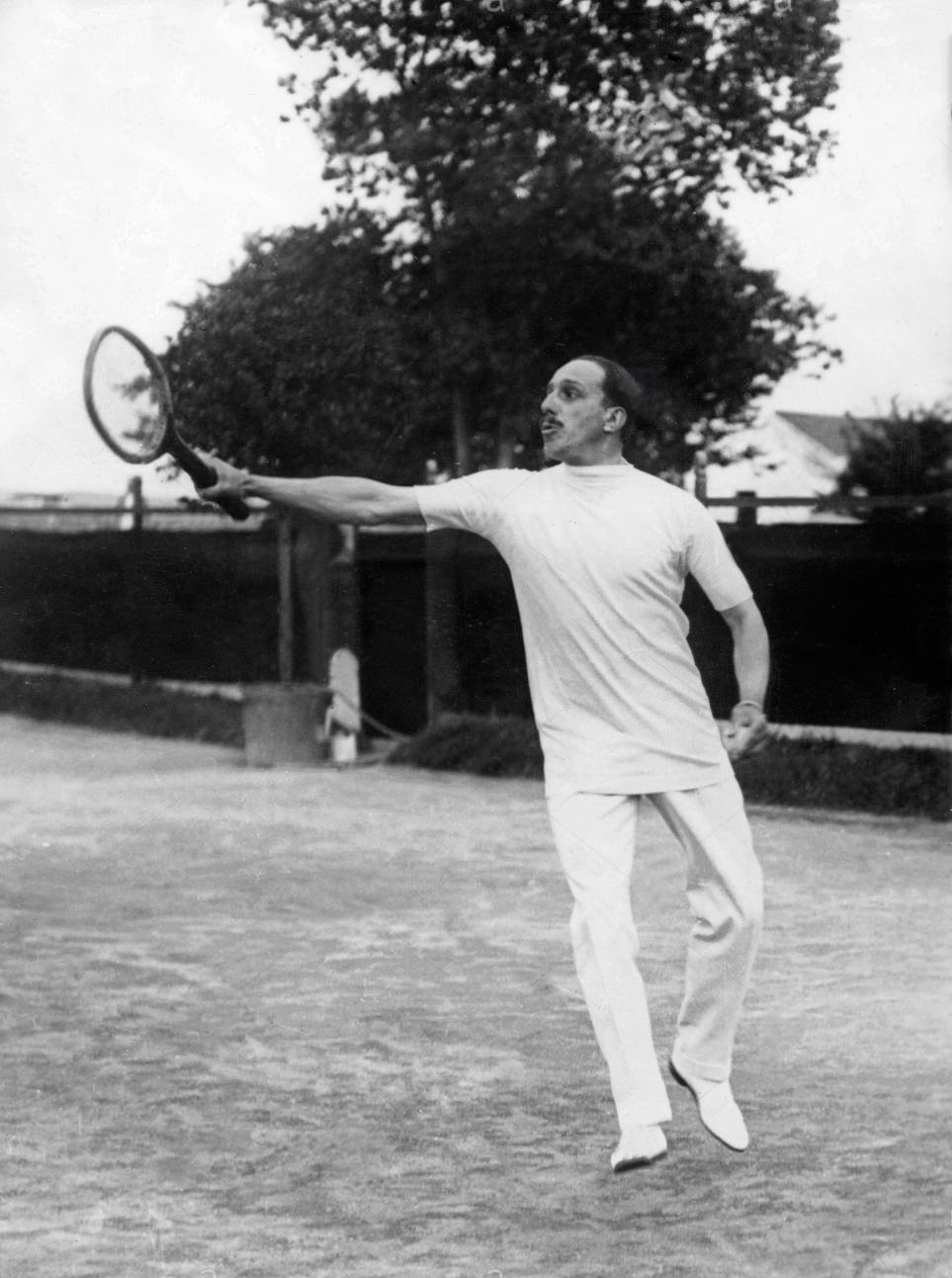
Alfonso XIII disputando un partido de tenis en el club, ca. 1925

- S.M. Alfonso de Borbón y Habsburgo-Lorena
- S.M. Victoria Eugenia de Battenberg y Sajonia-Coburgo-Gotha
- S.M. Juan Carlos de Borbón y Borbón-Dos Sicilias
- S.M. Felipe de Borbón y Grecia

## Vicepresidentes de honor
- S.A.R. Carlos de Borbón-Dos Sicilias y Borbón
- S.A.R. María Luisa de Orleans y Sajonia-Coburgo-Gotha
- S.A.R. Felipe de Borbón-Dos Sicilias y Borbón
- S.A.R. Genaro de Borbón-Dos Sicilias y Borbón
- S.A.R. Raniero de Borbón-Dos Sicilias y Borbón
- viii marqués de la Torrecilla
- ii duque de Santo Mauro
- ii marqués de Viana